# Сіренко Василь Федорович
Василь Федорович Сіренко (нар. 11 листопада 1941, м. Пирятин, Полтавська область) — доктор юридичних наук (1985), член-кореспондент НАН України (Відділення історії, філософії та права, квітень 1995), академік АПрНУ (Відділення державно-правових наук і міжнародного права); головний науковий працівник відділу теорії держави і права Інституту держави і права ім. В. Корецького НАН України; член Конституційної асамблеї (з травня 2012).

## Освіта
Навчався у Київському університеті ім. Т. Шевченка, на юридичному факультеті (1971). Написав докторську дисертацію на тему: «Теоретичні проблеми формування і реалізації інтересів в сфері державного управління».

## Кар'єра
З 1971 — в Інституті держави і права НАН України (з 1989 — завідувач відділу проблем організації громад. суспільства, держави і теорії права).
Автор 7, співавтор 17 монографій, зокрема: «Проблема интереса в государственном управлении» (1980), «Интересы в системе основных институтов советского государственного управления» (1982), «Обеспечение приоритета общегосударственных интересов» (1987), «Интересы-власть-управление» (1991), «Теоретичні проблеми систематизації законодавства» (1999, співавтор).

## Політична діяльність
Народний депутат України 3-го скликання з березня 1998 до квітня 2002 від КПУ, № 8 в списку. На час виборів: завідувач відділу Інституту держави і права НАН України, безпартійний. Член фракції КПУ (з травня 1998). Голова Комітету з питань правової реформи (липень 1998 — лютий 2000), потім — член Комітету з правової політики.
Народний депутат України 4-го скликання з квітня 2002 до квітня 2006 від КПУ, № 18 в списку. На час виборів: народний депутат України, безпартійний. Член фракції комуністів (з травня 2002). Заступник голови Комітету з питань правової політики (з червня 2002).
Березень 2006 — кандидат в народні депутати України від КПУ, № 22 в списку. На час виборів: народний депутат України, безпартійний.

## Нагороди
Заслужений діяч науки і техніки України (1993).